# Berdach Prymbajew
Berdach Prymbajew (kaz. Бердах Прімбаев; ur. 27 maja 1991) – kazachski zapaśnik walczący w stylu wolnym. Brązowy medalista na uniwersjadzie w 2013, jako zawodnik South Kazakhstan State University w Szymkencie. Trzeci na mistrzostwach Azji juniorów w 2011 roku.